# Akka (mytologi)

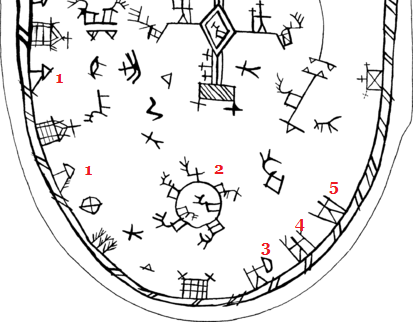
Sydsamisk samisk trumma från Åsele, med markeringar för mödraguden genom Sáráhkká (3), Juoksáhkká (4) och Uksáhkká (5).

Akka eller akkorna är namnet på en särskild grupp gudinnor i samisk religion. De förekommer även finsk och i andra finsk-ugriska kulturer. 

## Maderakka
Maderakka var den första kvinnan i det ursprungliga människoparet. Hon sägs ha skapat kroppen hos de barn som placerades i skötena hos de jordiska kvinnorna. Hon är urmodern och har sina tre döttrar Sarakka, Juksakka och Uksakka. Alla bor de i jorden under kåtan. När ett barn ska bli till är det den översta guden Madder-Attje som skapar dess själ och sänder den vidare till Maderakka som via sina tre döttrar skapar barnets kropp i den havande kvinnan.

## Sarakka
Sarakka var främst de havande kvinnornas gudinna. Både män och kvinnor offrade till henne. Samerna hade henne “alltid på tungan och i hjärtat”. Namnets första del kommer av ordet saret som betyder klyva och syftar till ett i ena änden kluvet vedträ. 
Enligt seden skulle man för att underlätta födelsen hugga ved till Sarakkas ära. Denna ved var helig och fick inte brännas. Samerna dyrkade henne före och under förlossningen. Förutom kvinnorna skyddade hon även renkorna vid deras kalvning och lindrade deras födslosmärtor. 
Hon verkar ha haft störst betydelse under själva födelsen. Sarakka troddes känna samma smärtor som barnaföderskan själv. Barnsängskvinnorna drack Sarakka-vin före förlossningen. Efter förlossningen åts Sarakka-gröt tillsammans med de närvarande hustrurna. Sedan hölls ett gästabud till Sarakkas ära. I gröten sattes tre pinnar, en kluven på vilken tre ringar hängdes, en svart och en vit. Dessa lades under dörren under 2–3 dygn. Fann man därefter att den svarta pinnen var borta trodde man att antingen modern eller barnet skulle dö. Om den vita pinnen var osynlig skulle båda leva. I Sarakkas gröt kunde man också lägga en liten pilbåge och pil, som sedan hängdes upp på barnets vagga, för att barnet om det var en pojke, skulle bli en duktig jägare.
Gudinnan har spelat roll inom den samiska kvinnorörelsen. Kvinnoföreningen Sáráhkka fick 1988 sitt namn efter henne.

## Juksakka
Juksakka (båggumman) hade som främsta uppgift att förvandla en flicka till en pojke i moderlivet, då man trodde att alla foster var flickor från början. För att hon skulle göra det måste man offra till henne. Samerna offrade flitigt till henne då de hellre ville ha pojkar än flickor. Flickor hade de ingen hjälp av på sina jaktfärder. Juksakka avbildas ofta med en pilbåge i handen och tycks ha utvecklat pojkar till duktiga bågskyttar.

## Uksakka
Uksakka (dörr-gumman) bodde under kåtans dörr. Hon vaktade dörren och hjälpte föräldrarna vakta barnen. Vid födseln var det hennes uppgift att motta barnet i dess inträde i världen. Uksakka beskyddade barnet, särskilt när det skulle ta sin första steg, så att det inte skulle falla och göra sig illa. Man offrade drycker åt henne på marken vid hennes bostad under kåtansdörr.